# بخش قلعه قاضی
بخش قلعه قاضی، یکی از بخش‌های شهرستان بندرعباس در استان هرمزگان ایران است. مرکز این بخش، شهر قلعه قاضی است.

## تقسیمات کشوری
- بخش قلعه قاضی
  - دهستان قلعه قاضی
  - دهستان دهنو

شهر: قلعه قاضی

## جمعیت
بر پایه سرشماری عمومی نفوس و مسکن در سال ۱۳۹۵، جمعیت بخش قلعه قاضی برابر با ۱۶٬۰۴۹ نفر بوده‌است.